# IC 5289
IC 5289 هو اصطدام مجري، يقع في كوكبة معمل النحات.

## روابط خارجية
- IC 5289 على موقع ويكي سكاي: DSS2, SDSS, GALEX, IRAS, Hydrogen α, X-Ray, Astrophoto, Sky Map, Articles and images